# Kara Leo
Kara Leo (nascida em 21 de setembro de 1992) é uma nadadora paralímpica australiana que compete na categoria S14. Foi selecionada para representar a Austrália nos Jogos Paralímpicos de Verão de 2012 em Londres, onde disputou as provas de 100 metros borboleta e 200 metros livre da categoria S14. Além de faturar a medalha de prata nos 200 metros livre S14 do Campeonato Mundial de Natação Paralímpica de 2010, Kara também estabeleceu sua melhor marca pessoal.

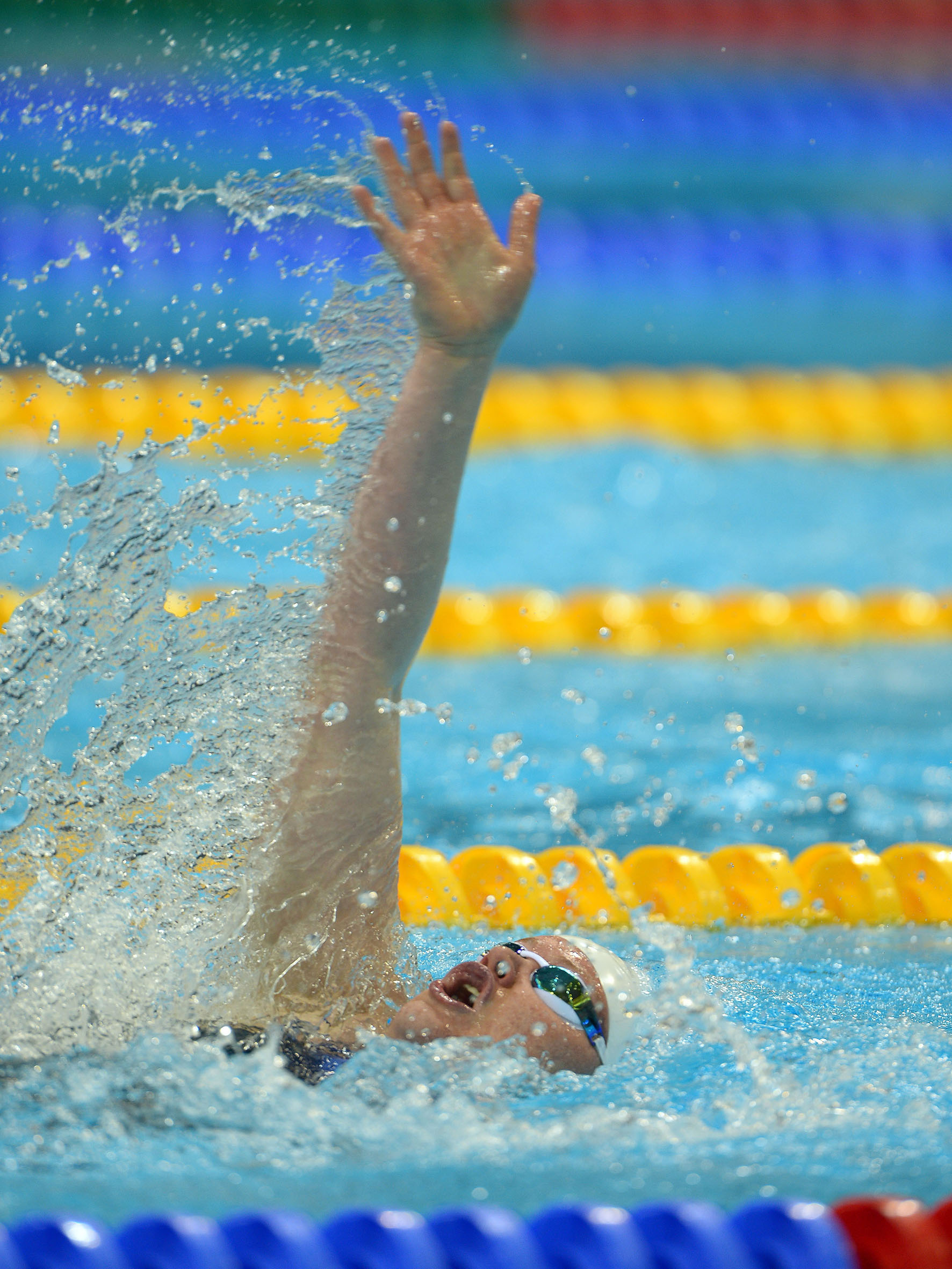
Kara disputando a Paralimpíada de Londres, em 2012.